# 上置集團
上置集團有限公司（英語：SRE Group Limited，前稱：上海置業有限公司、瀚洋 (國際) 有限公司，以及瀚洋投資科技有限公司，港交所除牌前：1207）是一家中國的房地產開發公司，主要在上海開發住宅及商業地產項目，而集團旗下的中國新城鎮主要在中國發展新城鎮。
上海置業放1999年在香港交易所上市。2007年，上海置業把公司名稱改為上置集團。
2015年6月，上置集團控股母公司上置投資控股有限公司與保利地產簽訂股份投資意向書，保利地產計劃以每股0.25港元認購上置集團新股。股份認購完成後，保利地產將成為上置集團持股30%以上的單一最大股東。另外，上置集團執行董事兼董事會主席施建被常州市檢察院執行指定居所監視居住的措施。
2015年8月14日，上置集團和保利地產終止不具約束力諒解備忘錄，原因訂約方未能就可能認購之條款及條件達成一致意見。

## 外部連結
- 上置集團公司網站（页面存档备份，存于）